# Basawi
Basawi – kobieta indyjska, zobowiązana do urodzenia męskiego potomka swojemu ojcu.